# Фінал кубка Німеччини з футболу 1955
Фінал Кубка Німеччини з футболу 1955 — фінальний матч розіграшу кубка Німеччини сезону 1954-55 відбувся 21 травня 1955 року. У поєдинку зустрілися «Карлсруе» з однойменного міста та гельзенкріхенський «Шальке 04». Перемогу з рахунком 3:2 здобув «Карлсруе».
| Володар Кубка Німеччини 1955 |
| ---------------------------- |
|                              |
| «Карлсруе» Перший титул      |

## Учасники
| Клуб        | Участей | Роки (жирним виділено перемоги) |
| ----------- | ------- | ------------------------------- |
| «Карлсруе»  | дебют   | дебют                           |
| «Шальке 04» | 5       | 1935, 1936, 1937, 1941, 1942    |

## Шлях до фіналу
| Раунд                                                   | Противник       | Рахунок                        |
| ------------------------------------------------------- | --------------- | ------------------------------ |
| Перший раунд                                            | «Франкфурт» (Д) | 5–1                            |
| 1/8                                                     | «Нюрнберг» (Д)  | 1–0                            |
| 1/4                                                     | «Штутгарт» (Г)  | 5–2                            |
| 1/2                                                     | «Альтона»       | 3–3 (Г) 3–0 (Д) (перегравання) |
| (Д) = Вдома; (Г) = У гостях; (Н) = На нейтральному полі |                 |                                |

| Раунд                                                   | Противник                  | Рахунок |
| ------------------------------------------------------- | -------------------------- | ------- |
| Перший раунд                                            | «Ян-1889 (Регенсбург)» (Г) | 6–3     |
| 1/8                                                     | «Швайнфурт-1905» (Г)       | 1–0     |
| 1/4                                                     | «Бремергафен» (Д)          | 2–0     |
| 1/2                                                     | «Кікерс» (Оффенбах) (Д)    | 2–1     |
| (Д) = Вдома; (Г) = У гостях; (Н) = На нейтральному полі |                            |         |

## Матч

### Деталі
| 21 травня 1955 |

| Карлсруе СК                          | 3:2      | Шальке 04           |
| ------------------------------------ | -------- | ------------------- |
| Кункель 20' Зоммерлатт 83' Трауб 86' | Протокол | Садловский 44', 70' |

| Айнтрахтштадіон, Брауншвейг Глядачів: 24 000 Арбітр: Вернер Трайхель |

|  |  |

| В                |  | Руді Фішер         |
| З                |  | Вальтер Баурайс    |
| З                |  | Макс Фішер         |
| ПЗ               |  | Герберт Данненмаєр |
| ПЗ               |  | Зігфрід Геесеманн  |
| ПЗ               |  | Вернер Рот         |
| Н                |  | Ганс Штріттматтер  |
| Н                |  | Ернст Кункель      |
| Н                |  | Антуан Кон         |
| Н                |  | Курт Зоммерлатт    |
| Н                |  | Освальд Трауб      |
| Головний тренер: |  |                    |
| Адольф Пакет     |  |                    |

| В                |  | Манфред Орцеззек    |
| З                |  | Гюнтер Брокер       |
| З                |  | Вернер Гартен       |
| ПЗ               |  | Ервін Гаркенер      |
| ПЗ               |  | Вальтер Цвікгофер   |
| ПЗ               |  | Германн Ерлгофф     |
| Н                |  | Ганс Крамер         |
| Н                |  | Манфред Пйонтек     |
| Н                |  | Гельмут Садловський |
| Н                |  | Отто Лашціг         |
| Н                |  | Бернгард Клодт      |
| Головний тренер: |  |                     |
| Едуард Фрювірт   |  |                     |